# Liostenogaster variapicta
Liostenogaster variapicta är en getingart som först beskrevs av Sievert Allen Rohwer 1919.  Liostenogaster variapicta ingår i släktet Liostenogaster och familjen getingar. Inga underarter finns listade i Catalogue of Life.